# 學術署名
学术期刊文獻、書本和其他原創作品中的的學術署名（英語：Academic authorship）是學術機構用來傳達作者的作品成果、建立研究成果的科學先進性，及在同儕中確立信譽及表彰的一種方式。